# 森崎伯霊
森崎 伯霊（もりさき はくれい、1899年（明治32年）7月17日 - 1992年（平成4年）12月2日）は、日本の芸術家。姫路で初めて日本美術院展覧会に入選し、のちに日本美術院特待。
故郷播磨を中心に活動し、「近代忘れられがちな日本の風景や人情、特に農民の生活の中にも、人生の幸せが充分ある。この近しい美しさを掘り下げて一生描き続けたい」と、ふるさとの自然と人のつながりを描き続けた。

## 経歴

### 独学で絵を学ぶ
兵庫県飾磨郡下中島村で、父寅吉、母かねの元、農家の7人兄弟の長男として生まれる。本名は寅義。体が弱く、また小さい頃遊びの最中に、友達の投げた石が頭に当たり怪我をした経験から、内向的になったという。尋常小学校の頃から画才に抜きんで、家庭の事情で上の学校には行けなかった事もあって、卒業の頃には画家を志すようになっていた。
東京より「絵画講習録」を取り寄せ、道具の説明を読み手本を模写し、独学で絵画の基本を学んだ。18歳の頃には近隣妻鹿の教念寺住職で、過去京都で鈴木松年門下で学んだこともある、秦如晨師から約1年半、運筆の手ほどきを受けた。しかし如晨師がインドへの修行に出ることになり師弟関係は解消され、伯霊も徴兵検査に落ちたことをきっかけに、姫路を離れ京都へ出ることを心に決めた。

### 綾部での青春時代
師を求めて京都に出たものの、つても保証人もない若者に、京都画壇の壁は越えるに厚く、目指した師の門は開かれることはなく、また仕送りなどを当てにする事もできないため、絵画専門学校に入ると言った選択もできなかった。しかし窮屈な師弟関係の元で学ぶより、自由な地で写生をしつつ学んだ方が得るものが多いと考えた伯霊は、綾部にいる伯父に声をかけられた事もあり、綾部に新天地を求め、姫路と往復する生活を数年間続けることとなった。地元姫路の浜手にはない、好きな農村風景の広がる綾部は別天地で、後の田園風景画家としての根底がここで培われたようにも思われる。
また綾部には大本教の本部があり、インテリや文化人を含む多くの信者がいたため、伯霊自身は信者にはならなかったが、多くの交友を深め影響を受けた。鹿子木孟郎の弟子・有道佐市からは細密画法を学び、俳人の青木月斗、河東碧梧桐などから学んだ俳句は長く続けたという。

### 貧しさと闘いつつも制作に没頭
結婚に伴い姫路に戻ったが、子供が生まれても絵は売れず、貧困の底を体験することとなった。父母の命のあるうちに日本美術院入選を願い活動を続けてきたが、皮肉にも1943年（昭和18年）9月、『田の草取』で最初の入選をしたのは、父を亡くした７ヶ月後であった。その後は毎年入選し、美術院院友ともなったが、翌1944年（昭和19年）に姫路公会堂で開いた初の個展もさほど注目される事もなく、苦しい生活には変わりはなかった。
しかし各地の美術展、院展にはかかさず毎年出品し、その努力もあり1965年（昭和40年）には日本美術院特待となった。院展の作品は締め切り間際でないと仕上がらないような事もあり、配送業者などでは到底間に合わないので、家族で車で前日夜に出発し、翌朝一番で東京上野の美術館に搬入するような事も何度もあったという。1974年（昭和49年）、姫路大手前通りにダイエーが出品するにあたり、30年振りの個展の話が持ち上がった。戦中であった先の個展と違い、今回は人々に心の余裕もでき、絵に関心を持つ人も多くなっていたため盛況に終わらせる事ができた。これをきっかけに、1982年（昭和57年）の兵庫県文化賞をはじめ多くの文化賞も受け、大きな展覧会も開催されるようになった。

### 晩年
晩年は少し足が弱くなり、外出は回数が減り家にこもる事が多くなったが、気力は満ちており絵は毎日書いていたという。1992年（平成4年）12月2日朝、伯霊は和紙のハガキに一羽の鶏を描き傍に置いたまま、やぐら炬燵の中で横になっていたという。いつものように起きてくるかと思われたが、既に亡くなっていた。享年93歳、その「白い鶏」が遺作となった。

## 年譜
※太字は受賞歴
- 1899年（明治32年）7月17日：兵庫県飾磨郡下中島村に生まれる。
- 1905年（明治38年）：下中島尋常小学校に入学。
- 1909年（明治42年）：この頃、東京より取り寄せた「絵画講習録」で、独学で絵の基礎を身につける。
- 1916年（大正5年）：秦如晨師の元で約1年半、運筆の指導を受ける。
- 1919年（大正8年）
  - 師を求め京都に出る。
  - この頃、文展、南画院展等への出品を始める。
- 1920年（大正9年）
  - 綾部の伯父の家に移り、創作を続ける。
  - 大本教の文化人等との交流により、俳諧も始める。
- 1925年（大正14年）：姫路に戻り、農業を手伝いつつ創作を続ける。
- 1929年（昭和4年）
  - 三浦一升の主宰する姫路シラサギ俳壇会員になる。
  - 西村春江と結婚。
- 1930年（昭和5年）：長女三千世誕生。
- 1931年（昭和6年）：次女みそら誕生。
- 1935年（昭和10年）：長男高澄誕生。
- 1941年（昭和16年）
  - 『蛮歌雨情』が日本南画院入選。
  - 『島の春』が大阪市展入選。
  - 次男義春誕生。
- 1942年（昭和17年）：『麦蒔』が朝日新聞社主催の大東亜戦争美術展で入選。
- 1943年（昭和18年）
  - 2月：父寅吉逝去。
  - 9月：『田の草取』が第30回日本美術院展に初入選、以後毎年入選。
- 1944年（昭和19年）：三女三也子誕生。
- 1946年（昭和21年）：第1回姫路市展で市長賞受賞。
- 1947年（昭和22年）：『木の芽月夜』が神港新聞社主催の兵庫県公募美術展で特選、福田眉仙の賞賛を受ける。
- 1948年（昭和23年）
  - 日本美術院院友となる。
  - 三男知明誕生。
- 1952年（昭和27年）
  - 『澄秋』が日本美術院春季展で奨励賞。
  - この頃、兵庫県内各地を写生して歩く。
- 1953年（昭和28年）：四男大青誕生。
- 1964年（昭和39年）：小松均主宰の甲辰会に入会。
- 1965年（昭和40年）：日本美術院特待となる。
- 1974年（昭和49年）：ダイエー姫路展にて「森崎伯霊展」開催。
- 1975年（昭和50年）：姫路市文化団体連絡協議会より第13回姫路文化賞受賞。
- 1977年（昭和52年）：兵庫県半ドンの会より文化賞受賞。
- 1978年（昭和53年）：姫路市民文化協会より第1回芸術文化賞・芸術文化大賞受賞。
- 1981年（昭和56年）
  - 姫路市飾磨市民センターで「森崎伯霊展」開催。
  - 姫路市立美術館開設のため、作品が姫路市により購入される。
- 1982年（昭和57年）：兵庫県文化賞受賞。
- 1983年（昭和58年）：兵庫県立はりま青少年館ホールで「森崎伯霊展」開催。
- 1984年（昭和59年）：姫路市立美術館で「播磨の光と風の詩：森崎伯霊展」開催。
- 1985年（昭和60年）：第39回神戸新聞平和賞受賞。
- 1992年（平成4年）12月2日：自宅で遺作「白い鶏」を描きつつ逝去。

## 人物
- 彫刻家の野村正が、戦後の困窮期の森崎伯霊との思い出を雑誌『オリオン』6号で語っている[9]。森崎伯霊の宅で話をしていると、壁の穴からイタチが何度も顔を出したので、伯霊は『野村はん、イタチはあんたがええ人やと思とりまっせ』と話したという[9]。ネズミなども気にしない、家族の一員くらいにしか思わない脱俗的生活であったという[9]。皆このようであったから、皆が飢えていた敗戦前後に美術協会を発足させ、市街が丸焼けの中でも第1回姫路市美術展を開くことができたのだ、とは市川宏三の評[9]。
- 酒好きで有名であったが、知人の家を訪ねた際、知人が酒と間違って酢を銚子いっぱいに注いできたり、亡くなった友人の家庭を訪ねた際には、酒は開けて放置すると腐ることを知らない未亡人から、故人の残した腐った酒を勧められたこともあったという[10]。そのような際にも、伯霊は嫌な顔もせず、他人の親切がコップに溢れているのであれば、飲まないわけにいかないと全て飲み干したという[10]。明らかに相手側の粗相であるエピソードであるが、伯霊は「自分が酒好きだから引き起こしたこと」と自分の失敗談として語っていた[10]。
- 若者にも人気があったが、近隣の若者から話を聞きたいと頼まれ快諾した際、約束の場になかなか現れなかった[10]。3時間も過ぎた頃ようやく姿を現したが、「年寄りなので途中で腰を降ろしたら、空で雲が動いていたので、見とれてしまっていて...半時間くらいご迷惑かけたでしょうか」と語ったという[10]。

## 主な作品
- 『蛮歌雨情』 - 1941年（昭和16年）日本南画院入選
- 『島の春』 -  1941年（昭和16年）大阪市展入選
- 『麦蒔』 -  1942年（昭和17年）大東亜戦争美術展入選
- 『田の草取』 - 1943年（昭和18年）第30回日本美術院展入選
- 『木の芽月夜』 - 1947年（昭和22年）兵庫県公募美術展特選
- 『澄秋』 - 1952年（昭和27年）日本美術院春季展奨励賞
- 『室津の春』[1]
- 『室津早春』 - 雑誌『ひょうご文化』兵庫県社会文化協会発行、1978年（昭和53年）No.10、同年1月1日発行、表紙絵/表紙のことば[11]
- 『惜春』 - 雑誌『リーダーズダイジェスト』日本リーダーズダイジェスト社発行、第34巻第5号、1979年（昭和53年）発行、表紙絵/表紙絵解説[1][11]
- 『五月晴』 - 雑誌『PHP』PHP研究所発行、1982年（昭和57年）5号、同年5月1日発行、表紙絵/表紙画のこと[12]
- 『朝霧』 - 雑誌『佼成』佼成出版社発行、1983年（昭和58年）5月号、同年5月1日発行、表紙絵/表紙のことば[12]
- 『草紅葉』 - 姫路市立美術館蔵、1965年（昭和40年）、紙本着色、178.0×183.5
- 『夏の朝』 - 姫路市立美術館蔵、1970年（昭和45年）、紙本着色、91.0×72.5
- 『浦の春』 - 姫路市立美術館蔵、1971年（昭和46年）、紙本着色、99.5×79.5
- 『木ノ芽時』 - 姫路市立美術館蔵、1978年（昭和53年）、紙本着色、90.0×101.5
- 『農家』 - 姫路市立美術館蔵、絹本着色、34.1×41.8
- 『白い鶏』 - 亡くなる前日に描き上げて絶筆となった[1]。

## 著書
- 『森崎伯霊画集 田園讃歌』 北星社、2006年。ISBN 4939145085。